# هاريس بوكفا
هاريس بوكفا (بالألمانية: Haris Bukva)‏ (15 مارس 1988 بفوتشا في البوسنة والهرسك - ) هو لاعب كرة قدم نمساوي في مركز الوسط. شارك مع منتخب النمسا تحت 19 سنة لكرة القدم ومنتخب النمسا تحت 20 سنة لكرة القدم ومنتخب النمسا تحت 21 سنة لكرة القدم. أما مع النوادي، فقد لعب مع أوسكو باشينغ وشتورم غراتس ولاسك لينتس ونادي كارنتين وهايدوك سبليت وFC Rot-Weiß Erfurt ‏ ونادي أوستريا سالزبورغ وBV Cloppenburg ‏ وSK Austria Kärnten ‏ ونادي فيلز ‏.

## وصلات خارجية
- هاريس بوكفا على موقع قاعدة بيانات كرة القدم.إي يو (الإنجليزية)
- هاريس بوكفا على موقع Soccerway.com (الإنجليزية)
- هاريس بوكفا على موقع عالم كرة القدم.نت (الإنجليزية)